# Michael Rother
Michael Rother (Amburgo, 2 settembre 1950) è un musicista tedesco.

## Biografia
Ha iniziato la sua carriera all'interno della band Spirits of Sound per poi approdare, nel 1971, nei Kraftwerk in qualità di chitarrista. Dopo poco Rother abbandonò la band per fondare, assieme al batterista Klaus Dinger (che aveva conosciuto durante la militanza nei Kraftwerk), i Neu!. Il progetto andrà avanti fino al 1975 dopodiché Rother si dedicherà alla carriera solista pubblicando, tra il 1977 e il 2004, dieci album.
Rother ha inoltre fondato, nel 1973, assieme ai Cluster (Hans-Joachim Roedelius e Dieter Moebius, con i quali Rother aveva collaborato) e a Brian Eno, una band chiamata Harmonia con la quale pubblicheranno due album prima dello scioglimento nel 1976. La band si è in seguito riunita con i membri originali, a partire dal 2007.

## Discografia

### Solista
- 1977 - Flammende Herzen
- 1978 - Sterntaler
- 1979 - Katzenmusik
- 1982 - Fernwaerme
- 1983 - Lust
- 1985 - Suessherz und Tiefenschaerfe
- 1987 - Traumreisen
- 1993 - Radio: Musik von Michael Rother - Singles, 1977-1993
- 1996 - Esperanza
- 2004 - Remember (The Great Adventure)

### Neu!
- 1972 - Neu!
- 1973 - Neu! 2
- 1975 - Neu! '75
- 1995 - Neu! 4
- 1996 - Neu! '72 Live In Düsseldorf

### Harmonia
- 1974 - Musik Von Harmonia
- 1975 - Deluxe
- 1997 - Tracks & Traces / Harmonia 76
- 2007 - Live in Grissem 1974